# Mass-media în Azerbaidjan
Prin mass-media în Azerbaidjan se înțelege piața mass-media din Republica Azerbaidjan. Televiziunea, revistele și ziarele sunt toate deținute de corporații de stat și corporații pentru profit care depind de publicitate, abonament și alte venituri legate de vânzări. Fiind țară în tranziție, sistemul mass-media al Azerbaidjanului se află în proces de transformare.
Constituția Azerbaidjanului garanteză libertatea de expresie, deși libertatea presei rămâne restricționată, confruntând-se cu amenințări cu violența, implicații politice putenice și procese costisitoare pentru defăimare. Azerbaidjan se află pe locul 177 potrivit Indicelui libertății presei pe 2013, compilat de Reporteri fără frontiere, aflându-se între Rusia și Republica Populară Chineză.